# Gia Cát Chiêm
Gia Cát Chiêm (Chữ Hán: 諸葛瞻 - 217–263), tự Tử Viễn, là một mưu lược gia và tướng lĩnh nhà Thục Hán trong thời kỳ Tam Quốc trong lịch sử Trung Quốc. Ông nổi tiếng vì là con trai của Thừa tướng Thục Hán Gia Cát Lượng. Bản thân ông kế thừa tấm lòng "cúc cung tận tụy, đến chết mới thôi" của cha mình và đã anh dũng tử trận khi nhà Thục Hán sắp sụp đổ, tạo nên tấm gương "Ba đời trung liệt" nổi tiếng lịch sử của nhà Gia Cát.

## Tham dự triều chính
Gia Cát Chiêm là người quận Lang Gia, Thanh Châu (nay thuộc huyện Nghi Nam, Sơn Đông, Trung Quốc). Ông là con thứ của Gia Cát Lượng, do trước khi sinh Chiêm, Gia Cát Lượng đã nhận con thứ của anh trai Gia Cát Cẩn là Kiều làm con nuôi. Mẹ ông là Hoàng Nguyệt Anh, con gái của danh sĩ nhà Đông Hán Hoàng Thừa Ngạn.
Khoảng năm 225, Gia Cát Lượng khi ở huyện Vũ Công đã viết thư cho anh trai là Gia Cát Cẩn, có nhận xét về Tử Viễn:
| “ | Chiêm nay đã tám tuổi, thông tuệ khả ái, hiềm là sớm chín chắn, sợ rằng chẳng có chí khí lớn | ” |

Năm 234, Gia Cát Lượng mất tại Ngũ Trượng trong khi đang chỉ huy cuộc chiến chống Ngụy. Hậu Chủ xét công lao của Gia Cát Lượng, gả công chúa cho Chiêm và phong ông làm Kỵ đô uý. Năm sau thăng làm Vũ lâm Trung lang tướng, liền đó chuyển qua làm Thanh Xạ Hiệu uý, Thị Trung, Thượng thư Bộc xạ, gia thêm chức Quân sư tướng quân, tập tước Vũ Hương Hầu.
Gia Cát Chiêm còn nổi tiếng về thư hoạ, hiểu rộng nhớ dai. Người nước Thục đều nhận định Tử Viễn sẽ bắt kịp Khổng Minh nên hết sức quý trọng tài ấy. Mỗi khi triều đình có hỷ sự, dù ông không ở đó khởi xướng, mọi người đều bảo nhau rằng: Gia Cát hầu ở đây vậy. Thế rồi lời vui tràn đầy, có khi hơn cả khi ông có mặt ở đó.
Năm 261, Gia Cát Chiêm được phong Hành đô hộ Vệ tướng quân, cùng với Đổng Quyết coi chính sự. Tuy nhiên triều đình khi đó bị lũng đoạn bởi thế lực của hoạn quan Hoàng Hạo. Di động tạp ký của Tôn Thịnh ghi rằng Gia Cát Chiêm và Đổng Quyết thấy Khương Duy chinh chiến nhiều khiến quốc lực suy kiệt, triệu về làm Thứ sử Ích Châu, bổ Dương Vũ ra thay. Về sau Thường Cừ mới thuyết lại rằng:
| “ | Trần Thọ từng làm lại cho Chiêm, bị Chiêm làm nhục, cho nên nhân việc đó đổ tiếng ác cho Hoàng Hạo, mà nói rằng Chiêm không chỉnh đốn được triều chính. | ” |

## Chống quân Đặng Ngải
Năm 263, quân Ngụy do tướng Chung Hội và Đặng Ngải chỉ huy dẫn 18 vạn quân chinh phạt nước Thục. Cánh quân của Chung Hội bị Khương Duy, Đổng Quyết, Liêu Hóa, Trương Dực chặn lại. Trong khi đó, Đặng Ngải dẫn quân lẻn qua đường núi Âm Bình, vượt qua Cảnh Cốc, mưu đánh úp Thành Đô. Khi đó hầu hết các tướng lĩnh đều theo Khương Duy giữ phòng tuyến Kiếm Các, Hậu Chủ bèn lệnh cho Gia Cát Chiêm ra chống lại Đặng Ngải.
Gia Cát Chiêm lĩnh quân, đem các tướng Gia Cát Thượng, Trương Tuần, Hoàng Sùng, Lý Cầu ra chống giữ. Đáng lưu ý rằng các tướng trong quân của Gia Cát Chiêm hầu hết đều là con cháu của các khai quốc công thần nhà Thục Hán: Gia Cát Thượng là con trưởng của Chiêm, cháu đích tôn của Gia Cát Lượng; Trương Tuân là con trai của Trương Bào, cháu Trương Phi; Hoàng Sùng là con trai của Hoàng Quyền; Lý Cầu là cháu gọi Lý Khôi bằng bác.
Chiêm dẫn quân đóng giữ Bồi Thành, quân tiên phong bị phá. Gia Cát Chiêm định quay về, Hoàng Sùng luôn miệng khuyên Chiêm cấp tốc chiếm giữ nơi hiểm yếu, không cho địch vào được đất bằng. Gia Cát Chiêm không đồng ý, bỏ mặc Mã Mạc ở Giang Du, khiến Mạc đầu hàng. Sau đó Chiêm lui về giữ ải Miên Trúc. Đặng Ngải thừa thế kéo đến Miên Trúc, đưa thư dụ Gia Cát Chiêm:
| “ | Nếu ngài theo hàng tôi sẽ dâng biểu xin cho làm Lang Gia vương | ” |

Chiêm nổi giận, chém sứ giả, dẫn quân ra đánh, bị Đặng Ngải đánh bại, chết trong trận. Gia Cát Thượng than: 
| “ | Cha con ta chịu trọng ân của quốc gia, chẳng sớm chém Hoàng Hạo, để sau cùng phải bại vong, còn sống để làm gì! | ” |

Sau đó Gia Cát Thượng xông thẳng vào quân Ngụy rồi tử trận. Hoàng Sùng thấy vậy, bèn khích lệ quân sĩ tử chiến. Cuối cùng quân sĩ lý tán, Hoàng Sùng, Lý Cầu, Trương Tuân chống không nổi quân Ngụy, chết trong loạn quân. Ải Miên Trúc bị mất, lá chắn cuối cùng của Thành Đô bị vỡ, lực lượng quân sự cuối cùng là quân của Lai Hàng đô đốc Hoắc Dặc ở xa không kịp tới. Hậu chủ đầu hàng, Thục Hán mất nước.

## Trong văn hóa
Trong Tam quốc diễn nghĩa, cha con Gia Cát Chiêm xuất hiện trong hồi 117: Đặng Sĩ Tái lẻn qua núi Âm Bình - Gia Cát Chiêm chết tại thành Miên Trúc. Theo đó, Gia Cát Chiêm được tập tước Vũ Hương Hầu của Gia Cát Lượng, nhưng do Hoàng Hạo cần quyền nên thác bệnh ở nhà. Đặng Ngải lẻn qua núi Âm Bình chiếm Bồi Thành, Khước Chính tâu với Hậu Chủ rằng:
| “ | Việc đã cấp lắm rồi, xin bệ hạ cho vời con Vũ hầu bàn kế đánh giặc | ” |

Hậu Chủ nghe lời Chính, phát ba đạo chiếu vời Chiêm vào triều. Gia Cát Chiêm xin hết quân trong Thành Đô gồm 7 vạn ra giữ Miên Trúc, sai Gia Cát Thượng làm tiên phong. Gia Cát Chiêm dùng kế làm bộ tượng gỗ hình Gia Cát Lượng, khiến cho tướng Ngụy là Sư Toản, Đặng Trung hoảng loạn rút quân về. Nhân đó quân Thục truy kích hơn hai mươi dặm. Sau Gia Cát Chiêm lại sai Gia Cát Thượng xung trận, đánh dạt quân Ngụy, rồi thúc hai cánh quân đánh vào trại. Thắng liên tiếp hai trận, chém hơn 1 vạn quân.
Sau Đặng Ngải nghe lời Khâu Bản, viết thư dụ Chiêm, hứa sẽ phong làm Lang Nha Vương. Chiêm nổi giận, xé thư chém sứ. Đặng Ngải bèn cho Vương Kỳ và Khiên Hoằng phục kỳ binh. Đặng Ngải và Gia Cát Chiêm giao chiến, Ngải vờ thua. Chiêm cho quân đuổi theo, hai cánh quân Vương Kỳ, Khiên Hoằng đổ ra. Quân Thục thua lớn, rút vào thành Miên Trúc. Quân Ngụy vây kín cả bốn mặt. Gia Cát Chiêm thấy thế nguy cấp, bèn sai Bành Hòa sang Ngô cầu viện.
Gia Cát Chiêm chờ quân cứu mãi không đến, bèn sai Gia Cát Thượng và Trương Tuân giữ thành, còn bản thân ra giao chiến. Đặng Ngải thấy quân Thục ra đánh, bèn rút chạy. Gia Cát Chiêm đuổi theo, bị quân Ngụy vậy bốn mặt. Chiêm cố đánh, giết quân Ngụy vài trăm. Đặng Ngải sai quân bắn tên vào, quân Thục tan vỡ. Chiêm bị trúng tên, ngã ngựa, bèn than rằng:
| “ | Sức ta đã cạn rồi, xin đem cái chết này để báo nước | ” |

Rồi rút gươm tự vẫn. Gia Cát Thượng thấy cha vậy, nổi giận rồi đem quân ra tử chiến. Trương Tuân, Hoàng Sùng, Lý Cầu cũng đem quân ra. Quân Thục ít, cả ba đều chết trận. Đặng Ngải hạ được Miên Trúc, lại dẫn quân đến Thành Đô.

## Gia đình
- Cha: Gia Cát Lượng, Thừa tướng nhà Thục Hán.
- Bác: Gia Cát Cẩn, đại thần Đông Ngô.
- Chú: Gia Cát Quân.Đại thần nhà Thục Hán
- Mẹ: Hoàng Nguyệt Anh.
- Anh: Gia Cát Kiều, con thứ của Gia Cát Cẩn, được Gia Cát Lượng nhận nuôi. Sau Kiều chết, con Kiều là Gia Cát Phàn về Đông Ngô.
- Con:
  - Gia Cát Thượng, tử trận tại Miên Trúc.
  - Gia Cát Kinh, sau làm Thứ sử Giang Châu nhà Tấn.
- Cháu:
  - Gia Cát Phàn, con Gia Cát Kinh.

## Nhận định
Kiều Bảo nhận xét về Gia Cát Chiêm:
| “ | Chiêm dẫu có trí chẳng đủ phù giúp lúc nguy nan, có dũng chẳng đủ để cự địch, mà bên ngoài chẳng giúp được quốc gia, bên trong chẳng thể thay đổi triều chính, mà hiếu trung còn mãi. | ” |

Mao Tôn Cương trong Thánh Thán ngoại thư có bình luận:
Vũ hầu có con trung dũng, lại thêm có cháu trung liệt. Đời cho như vậy là Vũ Hầu không chết... Xem trận đánh Miên Trúc, vì chữ trung mà Chiêm, Thượng liều chết tại trận tiền, ta mới rõ cái hay trong gia giáo nhà Vũ hầu... Ôi! Nhà Thục Hán mất rồi, nhưng ta vẫn thấy rờ rờ có sinh khí hơn các triều đại khác.
La Quán Trung có thơ rằng:
| “ | Có phải trung thần kém mẹo đâu? Lòng giời không tựa vận Viêm Lưu! Mới hay con cháu nhà dòng dõi, Tiết nghĩa còn lưu tiếng Vũ hầu. | ” |

Người đời sau có thơ khen gia đình Gia Cát như sau:
| “ | Gia Cát danh cao toàn vũ trụ, Trung nghĩa truyền gia thế vô song. Con cháu ba đời đều tuẫn tiết, Đất trời nhỏ lệ ánh mây sầu. Cúc cung tận tụy cao khí tiết, Một nhà trung liệt sáng muôn đời. Khí vút cầu vồng anh linh mãi, Vạn cổ ngàn thu át trời xanh. | ” |